# 三星Galaxy Z Fold 7
三星Galaxy Z Fold 7是一款由三星電子設計、生產、銷售和製造的可摺疊式智慧型手機，在2025年7月9日於美國紐約舉行的Galaxy Unpacked活動與三星Galaxy Z Flip 7、三星Galaxy Watch 8系列一同發布，是Galaxy Z Fold 6的繼承產品。於2025年7月25日開始發售。

## 設計與外型
三星 Galaxy Z Fold 7與Galaxy Z Fold 6相比，外觀更接近於Galaxy Z Fold SE，摺疊時外螢幕寬度增加並調整螢幕比例為21:9，厚度縮減至8.9毫米，展開時厚度僅4.2毫米，且機身僅215克，是目前Z Fold系列中最輕、最薄的機型。這些變化是由於對鉸鏈和框架設計進行了進一步改進。主鏡頭升級成與Z Fold SE相同的2億像素，超廣角鏡頭也支援微距拍攝，但鏡頭環沒有與前代相同的同心圓裝飾，而內螢幕則取消了自三星Galaxy Z Fold 3以來的螢幕下鏡頭，並改為一般的挖孔鏡頭，且不論內外螢幕均不支援S-pen。
三星Galaxy Z Fold 7共有海影藍、淬霧銀、墨夜黑、山嵐綠等4種顏色可供選擇，其中山嵐綠為線上商城限定色。
| 標準色         |        | 海影藍 |
| 標準色         | 淬霧銀 |        |
| 標準色         | 墨夜黑 |        |
| 線上商城限定色 |        | 山嵐綠 |

## 規格

### 硬體
三星Galaxy Z Fold 7 搭載高通驍龍8 Elite for Galaxy處理器，採用3奈米工藝製造。外螢幕為6.5吋，內螢幕為8吋，皆為Dynamic AMOLED 2X，支援120Hz更新率，亮度最高可達2600 尼特，但不支援S Pen。

### 容量
三星Galaxy Z Fold 7具有12GB或16GB的LPDDR5X隨機存取記憶體，以及256GB、512GB或1TB的儲存空間，採用UFS 4.0技術，其中16GB RAM僅用於儲存空間為1TB的裝置上，不支援micro-SD卡擴充容量。

### 電池
三星Galaxy Z Fold 7具有4400mAh的鋰離子聚合物電池，採用雙電池模組設計。有線充電最高為25W，而無線充電最高為15 W，也支援利用自身電量為其他裝置進行4.5W的反向充電。

### 相機
| 鏡頭   | 規格                                                                   |
| ------ | ---------------------------------------------------------------------- |
| 廣角   | 200 MP, f/1.7, 24mm (wide), 1/1.3", 0.6µm, multi-directional PDAF, OIS |
| 長焦   | 10 MP, f/2.4, 67mm (telephoto), 1.0µm, PDAF, OIS, 3x optical zoom      |
| 超廣角 | 12 MP, f/2.2, 120˚ (ultrawide), 1.4µm, dual pixel PDAF                 |

三星Galaxy Z Fold 7配備3個後置鏡頭，分別為2億像素的廣角鏡頭、1200萬像素的超廣角鏡頭(支援微距拍攝)和1000萬像素的3倍長焦鏡頭。內外螢幕均具有1000萬像素的挖孔鏡頭。

## 軟體
三星Galaxy Z Fold 7出廠搭載的作業系統為基於Android 16的One UI 8，此為首次同年度推出的S系列與Z系列使用不同的Android系統版本，提供7年的主要Android作業系統和安全性更新。